# Cis adamsoni
Cis adamsoni là một loài bọ cánh cứng trong họ Ciidae. Loài này được Blair miêu tả khoa học năm 1931.